# دیوار آتش سطح مدار
فایروال سطح مدار یک نوعی از انواع فایروال است.
فایروال سطح مدار در لایه نشست در مدل OSI کار میکند که در واقع یک لایه میانی بین لایه کاربرد و لایه انتقال در مدل TCP/IP است.
این فایروال فرایند اتصال و بسته های آغازین و یا هندشیک بسته ها در مدل TCP را نظارت میکند تا تشخیص دهد که آیا یک درخواست نشست درست است یا خیر. 
فایروال سطح مدار، جزییات شبکه محافظت شده را از ترافیک خارجی پنهان میکند که باعث قطع دسترسی سواستفاده کنندگان خواهد شد. از مزایای فایروال سطح مدار این است که نسبتاً ارزان است و اطلاعات شبکه های خصوصی را محرمانه نگه میدارند ولی این نوع فایروال ها نمی‌تواند داخل خود بسته ها را بررسی و فیلتر کند.
در این فایروال عملیات زیر مورد استفاده قرار میگیرد:
- به هر نشست یک شماره منحصر به فرد داده میشود.
- توالی اطلاعات مورد بررسی قرار میگیرد.
- آدرس ها، هم مبدا و هم مقصد مورد بررسی قرار میگیرد.
- شماره پورت ثبت و حفظ میشود.

این روش به دلیل اینکه بررسی کمتری روی محتوای داده ها انجام میدهد سریع تر است ولی چون محتوای بسته ها پایش نمی‌شوند توانایی محدودتری دارد.